# Wang Min
Wang Min (chiń. 王珉; pinyin Wáng Mín; ur. w marcu 1950) − polityk chiński.
Z wykształcenia inżynier produkcji maszyn (z tytułem doktora), pracował jako rolnik, robotnik i wykładowca uczelni, był m.in. prorektorem Uniwersytetu Aeronautyki i Astronautyki w Nankinie (do 1994). W 1985 roku wstąpił do KPCh. W latach 1996–2002 wicegubernator prowincji Jiangsu. W latach 2002–2004 sekretarz Komitetu Miejskiego KPCh w Suzhou i członek Komitetu Prowincjonalnego prowincji Jiangsu.
W latach 2004–2006 był wicesekretarzem Komitetu Prowincjonalnego KPCh prowincji Jilin, a 30 października 2004 powołany został na wicegubernator tej prowincji i w związku z rezygnacją Honga Hu p.o. gubernatora. Od 2005 do 2006 roku gubernator prowincji Jilin.
W 2007 roku wszedł w skład Komitetu Centralnego KPCh XVII kadencji. W latach 2006–2009 sekretarz Komitetu Prowincjonalnego KPCh prowincji Jilin, w latach 2008-2009 także przewodniczący prowincjonalnego Zgromadzenia Przedstawicieli Ludowych. Od 2009 sekretarz Komitetu Prowincjonalnego KPCh prowincji Liaoning, od 2010 roku także przewodniczący tamtejszego Zgromadzenia Przedstawicieli Ludowych. 